# Coupe d'Europe hivernale des lancers 2001
Navigation
Édition suivante
La 1re édition de la Coupe d'Europe hivernale des lancers s'est déroulée les 17 et 18 mars 2001 à Nice, en France. La compétition est organisée par l'Association européenne d'athlétisme.

## Résultats

### Hommes
| Épreuves          | Or                        | Argent                     | Bronze                           |
| Lancer du poids   | Manuel Martínez 20,27 m   | Paolo Dal Soglio 19,96 m   | Gheorghe Guşet 19,50 m           |
| Lancer du disque  | Timo Tompuri 61,79 m      | Andrzej Krawczyk 61,60 m   | Aleksandr Borichevskiy 61,22 m   |
| Lancer du javelot | Peter Blank 82,10 m       | Gregor Högler 80,81 m      | Björn Lange 78,60 m              |
| Lancer du marteau | David Chaussinand 76,54 m | Vladyslav Piskunov 76,41 m | Aléxandros Papadimitríou 76,36 m |

### Femmes
| Épreuves          | Or                         | Argent                     | Bronze                       |
| Lancer du poids   | Vita Pavlysh 19,47 m       | Larisa Peleshenko 18,77 m  | Lyudmila Sechko 18,54 m      |
| Lancer du disque  | Nicoleta Grasu 65,54 m     | Olena Antonova 61,88 m     | Mélina Robert-Michon 61,87 m |
| Lancer du javelot | Tatyana Shikolenko 63,96 m | Ana Mirela Termure 62,49 m | Claudia Coslovich 57,89 m    |
| Lancer du marteau | Olga Kuzenkova 71,30 m     | Manuela Montebrun 69,72 m  | Lorraine Shaw 69,11 m        |

## Classement par équipes
| Place | Pays      | Points |
| ----- | --------- | ------ |
| 1     | Russie    | 8 386  |
| 2     | Italie    | 8 352  |
| 3     | France    | 8 144  |
| 4     | Allemagne | 8 089  |
| 5     | Finlande  | 8 057  |
| 6     | Ukraine   | 7 981  |
| 7     | Espagne   | 7 900  |
| 8     | Suède     | 7 369  |

| Place | Pays      | Points |
| ----- | --------- | ------ |
| 1     | Russie    | 8 426  |
| 2     | Ukraine   | 8 066  |
| 3     | France    | 7 743  |
| 4     | Allemagne | 7 677  |
| 5     | Italie    | 7 504  |
| 6     | Suède     | 6 649  |